# Прилипский сельский совет (Козельщинский район)
Прилипский сельский совет (укр. Приліпська сільська рада) — входит в состав
Козельщинского района
Полтавской области
Украины.
Административный центр сельского совета находится в 
с. Прилипка.

## Населённые пункты совета
- с. Прилипка
- с. Глубокая Долина